# Піелавесі
Піелавесі (фін. Pielavesi) — громада в провінції Північна Савонія, губернія Східна Фінляндія, Фінляндія. Загальна площа території — 1406,57 км², з яких 253,27 км² — вода. 

## Географія
Територія громади охоплює північно-східну частину двадцять п'ятого за величиною озера країни — Нілакка. 

## Демографія
На 31 січня 2011 в громаді Піелавесі проживало 5081 чоловік: 2591 чоловіків і 2490 жінок. 
Фінська мова є рідною для 98,53% жителів, шведська — для 0,12%. Інші мови є рідними для 1,36% жителів громади. 
Віковий склад населення: 
- до 14 років — 15,08%
- від 15 до 64 років — 56,78%
- від 65 років — 28,26%

Зміна чисельності населення за роками:  
| Рік  | Чисельність |
| ---- | ----------- |
| 1980 | 7439        |
| 1990 | 6677        |
| 2000 | 5916        |
| 2010 | 5087        |
| 2011 | 5081        |